# بيبي (أغنية جاستن بيبر)
«بيبي» هي أغنية من قبل فنان التسجيل الكندي جاستن بيبر. أصدرت كأغنية قيادية للنصف الأخير من ألبوم بيبر الأول، ماي ورلد 2.0.

## الفيديو الموسيقي
صدر الفيديو الموسيقي للأغنية في يوليو 2010، وقد أُعلِن أنه كان من بين أكثر الفيديوهات مشاهدةً على يوتيوب وفي نفس الوقت أكثر فيديو كرهًا على الإطلاق حيث تلقى أكثر من 8 ملايين عدم إعجاب منذ تحميله.

## الأسلوب والتركيب
الأغنية في الغالب متفائلة، تتضمن غناء بيبر آر أند بي على خلفية تتضمن رقص يغرس ضربة، مليئة بالأورغ الكهربائي وصوت سنثسيزر «سلسلة ديسكو». تكونت الأغنية في مفتاح مي منخفض كبير مع نطاق صوت بيبر الذي يمتد من low-note of G3 إلى high-note of C5.

## قائمة التشغيل
- تحميل رقمي في الولايات المتحدة – أغنية منفردة[6]

1. «بيبي» (تتضمن لوداكريس) – 3:34

- ريمكس تشيبمانك في المملكة المتحدة – أغنية منفردة[7]

1. «بيبي» (ريمكس تشيبمانك) (تتضمن تشيبمانك) – 3:41

- تحميل رقمي في أستراليا – أغنية منفردة[8]

1. «بيبي» (تتضمن لوداركس) – 3:36
2. «بيبي» (الأغنية المصورة) – 3:39

## تاريخ الإصدار
| المنطقة          | التاريخ        | الشكل            |
| ---------------- | -------------- | ---------------- |
| الولايات المتحدة | 18 يناير 2010  | تحميل رقمي       |
| الولايات المتحدة | 26 يناير 2010  | Mainstream radio |
| أستراليا         | 29 يناير 2010  | تحميل رقمي       |
| ألمانيا          | 22 فبراير 2010 | تحميل رقمي       |
| ألمانيا          | 5 مارس 2010    | أسطوانة منفردة   |
| فرنسا            | 22 فبراير 2010 | أسطوانة منفردة   |
| المملكة المتحدة  | 7 مارس 2010    | تحميل رقمي       |

## وصلات خارجية
- كلمات الأغنية الكاملة على مترولايركس